# باتيباليا
باتيباليا (بالإيطالية: Battipaglia)‏، مدينة جنوب إيطاليا في إقليم كامبانيا وضمن مقاطعة ساليرنو، ولدت المدينة كمستعمرة زراعية عام 1858 م، وبقيت تابعة لأراضي مدينة إبولي حتى أعلنت مدينة وحدها عام 1929 م، دمرت دمارا كبيرا عام 1943 في قصف إبان الحرب العالمية الثانية، وقد أعيد بناءها، ينشط اقتصاد في مجالات الصناعة مثل اللدائن والصناعات الغذائية خاصة الألبان، عدد سكانها 50.958 نسمة.

## السكان
في سنة 1861 بلغ عدد السكان 2٬869 نسمة، وتطور العدد ليصل في سنة 2011 لـ 50٬464 نسمة.
يظهر هذا المخطط البياني تطور النمو السكاني لـ باتيباليا

## أعلام
- أوغو بيرو
- جوزيبي بويتا
- فيليسي بريفيتي
- فرانسيسكو ريبا